# NGC 7680
NGC 7680 (również PGC 71541 lub UGC 12616) – galaktyka soczewkowata znajdująca się w gwiazdozbiorze Pegaza. Odkrył ją William Herschel 2 listopada 1790 roku. Towarzyszy jej dużo mniejsza galaktyka PGC 3088959, zbyt słabo jednak widoczna, by Herschel mógł ją dostrzec w swoim teleskopie.